# Bain Capital
Bain Capital L.P. ist eine US-amerikanische Investmentgesellschaft. Das Unternehmen investiert in eine Reihe von Branchen und geografischen Regionen. Im Jahr 2022 verwaltete Bain Capital rund 165 Milliarden US-Dollar an Investorenkapital. Das Unternehmen wurde 1984 von Partnern des Beratungsunternehmens Bain & Company gegründet. Der Hauptsitz befindet sich im Bostoner John Hancock Tower mit 22 weiteren Büros in Nordamerika, Europa, Asien und Australien.

## Geschichte

### Gründung und frühe Geschichte
Das Unternehmen wurde 1984 vom US-Politiker und -Präsidentschaftskandidaten (2012) Mitt Romney mitgegründet. Neben Romney waren an der Gründung zwei Partner des US-amerikanischen Unternehmens Bain & Company beteiligt: T. Coleman Andrews III. und Eric Kriss. Romney selbst war vor der Gründung von Bain Capital mehrere Jahre Vice President von Bain & Company. Neben den drei Gründungspartnern gehörten Fraser Bullock, Robert F. White, Joshua Bekenstein, Adam Kirsch und Geoffrey S. Rehnert zum frühen Team. Zu Beginn hatte das Unternehmen weniger als zehn Mitarbeiter. 
Das Unternehmen war anfangs als fremdfinanzierter Übernahmefonds ausgestaltet. Angesichts der Skepsis potenzieller Investoren verbrachten Romney und seine Partner ein Jahr damit, die für die Gründung des neuen Unternehmens erforderlichen 37 Millionen Dollar aufzubringen. Die Bain-Partner brachten 12 Millionen Dollar aus eigenen Mitteln auf und beschafften sich den Rest bei wohlhabenden Privatpersonen. Zu den frühen Investoren gehörten der Bostoner Immobilienmogul Mortimer Zuckerman und Robert Kraft, der Besitzer des Football-Teams New England Patriots, sowie Ricardo Poma, einem Geschäftsmann aus El Salvador, finanziert.
Das Team von Bain Capital zögerte zunächst, sein Kapital zu investieren. Bis 1985 liefen die Dinge so schlecht, dass Romney in Erwägung zog, das Unternehmen zu schließen, den Investoren das Geld zurückzugeben und die Partner in ihre alten Positionen zurückkehren zu lassen. Die Partner sahen in so vielen potenziellen Geschäften Schwachstellen, dass bis 1986 nur sehr wenige zustande gekommen waren. Zunächst konzentrierte sich Bain Capital auf Wagniskapitalinvestitionen. 
Eine der frühesten und bemerkenswertesten Investitionen von Bain war die in den Bürobedarfshändler Staples, Inc. Im Jahr 1986 stellte Bain zwei Supermarkt-Führungskräften, Leo Kahn und Thomas G. Stemberg, 4,5 Millionen US-Dollar zur Verfügung, um in Brighton, Massachusetts, einen Supermarkt für Bürobedarf zu eröffnen. Die schnell wachsende Einzelhandelskette ging 1989 an die Börse; bis 1996 war das Unternehmen auf über 1.100 Filialen angewachsen, und zum Ende des Geschäftsjahres im Januar 2012 erzielte Staples einen Umsatz von über 20 Milliarden US-Dollar, einen Nettogewinn von fast 1,0 Milliarden US-Dollar, 87.000 Mitarbeiter und 2.295 Filialen. Bain Capital erhielt so schließlich eine fast siebenfache Rendite auf seine Investition, und Romney saß über ein Jahrzehnt lang im Vorstand von Staples. Eine weitere sehr erfolgreiche Investition erfolgte 1986, als 1 Million Dollar in den Hersteller medizinischer Geräte Calumet Coach investiert wurde, der schließlich 34 Millionen Dollar einbrachte. Einige Jahre später investierte Bain Capital in das Technologieforschungsunternehmen Gartner Group, das am Ende einen 16-fachen Gewinn einbrachte.
Bain investierte das Kapital seines ersten Fonds in Höhe von 37 Millionen Dollar in zwanzig Unternehmen und erzielte bis 1989 eine jährliche Rendite von über 50 Prozent. Bis zum Ende des Jahrzehnts hatte der zweite Fonds von Bain, der 1987 aufgelegt wurde, 106 Millionen Dollar in 13 Investitionen investiert. Als das Unternehmen begann, sich um Fonds herum zu organisieren, wurde jeder dieser Fonds von einer speziellen offenen Handelsgesellschaft geleitet, der alle Führungskräfte von Bain Capital und andere angehörten und die wiederum von Bain Capital Inc. kontrolliert wurde, der Verwaltungsgesellschaft, die Romney als Eigentümer vollständig kontrollierte. 

### Weitere Entwicklung
In den Folgejahren investierte Bain in viele verschiedene Unternehmen oder erwarb diese, wie beispielsweise Bright Horizons Family Solutions, Brookstone, Domino’s Pizza, Sealy, Guitar Center, The Sports Authority und die deutsche Firma Jack Wolfskin.
2002 eröffnete Bain Capital ein Büro in der Maximilianstraße (München).
2016 legte Bain Capital einen Fonds über 600 Millionen US-Dollar für Start-up-Unternehmen aus dem Technologiesektor auf.
2023 wurde bekannt, dass Bain ein Übernahmeangebot für das Schweizer Unternehmen SoftwareONE gemacht hatte. Ein erstes Angebot wurde im Juni gemacht, jedoch vom Verwaltungsrat zunächst abgelehnt. Ein erhöhtes Angebot wurde von Bain Capital im Juli vorgelegt.

## Beteiligungen
Stand März 2017:
| Unternehmen                                        | Tätigkeit                               | Kaufjahr |
| -------------------------------------------------- | --------------------------------------- | -------- |
| Acadia Healthcare Company                          | Gesundheit                              | 2015     |
| Apex Tool Group                                    | Werkzeug                                | 2013     |
| Apleona Group                                      | Facility Management                     | 2025     |
| Apple Leisure Group                                | Reiseveranstalter                       | 2012     |
| Asia Pacific Medical Group                         | Gesundheit                              | 2016     |
| Asimco                                             | Autozulieferer                          | 2010     |
| Atento                                             | Callcenter (Lateinamerika)              | 2012     |
| Autodistribution                                   | Autoteilehändler                        | 2015     |
| Beacon Health Options                              | Gesundheit                              | 2014     |
| Bellsystem24                                       | Callcenter (Japan)                      | 2009     |
| BigTex & American Trailer Works                    | Fahrzeugbauer                           | 2015     |
| Blackhawk Specialty Tools                          | Ölfeldausrüstung                        | 2013     |
| Blue Nile                                          | Schmuckhändler                          | 2017     |
| BMC Software                                       | Software                                | 2013     |
| Bob's Discount Furniture                           | Möbel- und Einrichtungsmärkte           | 2014     |
| Bombardier Recreational Products                   | Schneemobile, Jetskis, Rotax-Motoren    | 2003     |
| Bravida                                            | Elektroinstallationen (Skandinavien)    | 2012     |
| Bright Horizons                                    | Kinderbetreuung                         | 1987     |
| Camp Australia                                     | Schülerbetreuung                        | 2017     |
| Canada Goose                                       | Bekleidungsmarke                        | 2013     |
| Carver                                             | Kosmetik                                | 2016     |
| China Fire and Security Group                      | Feuermelder und -löscher                | 2011     |
| ChinaPnR                                           | Finanzdienstleistungen                  | 2015     |
| Consolidated Container Company                     | HDPE-Flaschen                           | 2012     |
| Concardis                                          | Finanzdienstleister                     | 2017     |
| Denon & Marantz                                    | Unterhaltungselektronik                 | 2012     |
| Domino's Pizza Japan                               | Franchisegeber                          | 2010     |
| Edcon                                              | Textilkette (Südafrika)                 | 2007     |
| Emcure                                             | Pharma                                  | 2014     |
| FTE Automotive                                     | Autozulieferer (Kupplungsbetätigungen)  | 2013     |
| Genpact                                            | Business Process Outsourcing            | 2012     |
| Grupo NotreDame Intermédica                        | Gesundheit (Brasilien)                  | 2014     |
| Guitar Center                                      | Musikgeschäfte                          | 2007     |
| Gymboree Corporation                               | Kinderbekleidung                        | 2010     |
| Himadri                                            | Steinkohledestillation (Indien)         | 2010     |
| Ibstock plc                                        | Baustoffe (Ziegel)                      | 2015     |
| Ideal Standard                                     | Küchen- und Badprodukte                 | 2007     |
| iHeartMedia (vormals Clear Channel Communications) | Radio                                   | 2008     |
| Innocor                                            | Einrichtung                             | 2017     |
| Integer                                            | Gesundheit                              | 2015     |
| International Market Centers                       | showroom space                          | 2010     |
| Japan Wind Development                             | Windkraftentwickler                     | 2015     |
| Kantar Group                                       | Marktforschung                          | 2019     |
| Kestra Medical Technologies                        | Gesundheit                              | 2014     |
| L&T Finance Holdings                               | Bank (Indien)                           | 2015     |
| Lionbridge Capital                                 | Leasing (China)                         | 2014     |
| Macromill                                          | Marktforschung (Japan)                  | 2014     |
| Maisons du Monde                                   | Möbel- und Einrichtungsmärkte           | 2013     |
| Mercury                                            | Finanz- und Wirtschaftsdienstleistungen | 2015     |
| Michaels                                           | Bastelmärkte                            | 2006     |
| MSX International                                  | Industriedienstleister                  | 2017     |
| MYOB                                               | ERP-Software (Australien)               | 2011     |
| navicure                                           | Abrechnungssoftware                     | 2016     |
| Nets                                               | Bezahldienste (Skandinavien)            | 2014     |
| Nova Austral                                       | Lachsfarmen                             | 2013     |
| Only About Children                                | Kinderbetreuung                         | 2016     |
| Ooedo Onsen                                        | Heiße Quellen-Betreiber                 | 2015     |
| QuEST Global                                       | Industrieservice                        | 2016     |
| Quintiles                                          | Pharma-Außendienst                      | 2007     |
| QuVa Pharma                                        | Pharma                                  | 2015     |
| Retail Zoo                                         | Franchisegeber (Australien)             | 2014     |
| Rise                                               | Kinder-Englischschulen (China)          | 2013     |
| Skylark                                            | Restaurantkette                         | 2011     |
| SquareTrade                                        | Verlängerte Garantiezeiten              | 2012     |
| Stada Arzneimittel                                 | Pharma                                  | 2017     |
| Sundial Brands                                     | Konsumgüter                             | 2015     |
| Sungard                                            | Software                                | 2005     |
| Symantec                                           | Datenschutz                             | 2016     |
| The Weather Company                                | Wettervorhersagen                       | 2008     |
| TI Automotive                                      | Autozulieferer                          | 2015     |
| TOMS                                               | Marke                                   | 2014     |
| Toys “R” Us                                        | Spielzeug                               | 2005     |
| Uniview                                            | Videoüberwachung (China)                | 2011     |
| Veritiv                                            | Papierhandel (USA)                      | 2002     |
| Vertafore                                          | Versicherungssoftware                   | 2016     |
| Viewpoint Construction Software                    | ERP-Software für die Bauindustrie       | 2014     |
| Wittur                                             | Aufzugteile                             | 2015     |
| WorldPay                                           | Bezahldienste                           | 2010     |
| Yukiguni Maitake                                   | Pilzzucht (Japan)                       | 2015     |

## Kritik
Bain Capital wird vorgeworfen, verschiedene Unternehmen ausgebeutet und den anschließenden Bankrott verschuldet zu haben:
GS Technologies, eine Stahlhütte in Kansas City war seit 1888 in Betrieb. 1993 wurde sie von Bain mehrheitlich übernommen, kaum zehn Jahre später war das Unternehmen bankrott. 750 Menschen verloren einem Bericht des US-Fernsehsenders MSNBC zufolge damals ihre Jobs. Bain habe dagegen von dem Geschäft profitiert: Zwölf Millionen Dollar habe die Firma erlöst, zuvor allerdings nur acht Millionen Dollar investiert. Zusätzlich strich Bain offenbar mindestens 4,5 Millionen Dollar an Beratergebühren ein.
American Pad & Paper wurde 1992 von Bain Capital gekauft. 1999 wurden zwei Fabriken des Unternehmens geschlossen, 385 Arbeitsplätze gestrichen und das Unternehmen war mit 392 Millionen Dollar verschuldet. 2000 erklärte das Unternehmen Insolvenz. Die Boston Globe berichtete, dass Bain 100 Millionen Dollar an Ampad verdiente – darunter mehrere Zehnmillionen an Managementgebühren – und selbst nur 5 Millionen Dollar investiert hatte.
Bain Capital und Goldman Sachs kauften 1994 Dade International für rund 450 Millionen Dollar. Etwa 900 Stellen wurden gestrichen oder ausgelagert. Im Verlauf der nächsten Jahre wurden weitere 1.000 Arbeiter entlassen; die Kreditschuld des Unternehmens vervierfachte sich. 2002 erklärte die Firma ihren Bankrott.
1997 kaufte Bain Capital für 150 Millionen Dollar LIVE Entertainment. Im Anschluss wurde jeder vierte der 166 Mitarbeiter entlassen.
Bain Capital machte durch die Unternehmen Stage Stores, American Pad & Paper, GS Industries, Dade, and Details einen Profit von 578 Millionen US-Dollar, alle fünf Unternehmen gingen kurze Zeit später bankrott.